# Geronimo (Texas)
Geronimo è un census-designated place degli Stati Uniti d'America situato nella contea di Guadalupe dello Stato del Texas.
La popolazione era di 1.032 persone al censimento del 2010. Fa parte dell'area metropolitana di San Antonio.

## Geografia fisica
Geronimo è situata a 29°39′56″N 97°57′56″W (29.665506, -97.965544).
Secondo lo United States Census Bureau, ha un'area totale di 9,2 miglia quadrate (24 km²).

## Società

### Evoluzione demografica
Secondo il censimento del 2000, c'erano 619 persone, 194 nuclei familiari e 157 famiglie residenti nella città. La densità di popolazione era di 67,5 persone per miglio quadrato (26,1/km²). C'erano 209 unità abitative a una densità media di 22,8 per miglio quadrato (8,8/km²). La composizione etnica della città era formata dal 72,21% di bianchi, il 4,20% di afroamericani, il 20,84% di altre razze, e il 2,75% di due o più etnie. Ispanici o latinos di qualunque razza erano il 42,16% della popolazione.
C'erano 194 nuclei familiari di cui il 49,5% aveva figli di età inferiore ai 18 anni, il 62,9% aveva coppie sposate conviventi, il 12,4% aveva un capofamiglia femmina senza marito, e il 18,6% erano non-famiglie. Il 13,9% di tutti i nuclei familiari erano individuali e il 4,6% aveva componenti con un'età di 65 anni o più che vivevano da soli. Il numero di componenti medio di un nucleo familiare era di 3,19 e quello di una famiglia era di 3,56.
La popolazione era composta dal 36,2% di persone sotto i 18 anni, il 5,5% di persone dai 18 ai 24 anni, il 31,2% di persone dai 25 ai 44 anni, il 17,8% di persone dai 45 ai 64 anni, e il 9,4% di persone di 65 anni o più. L'età media era di 33 anni. Per ogni 100 femmine c'erano 97,8 maschi. Per ogni 100 femmine dai 18 anni in giù, c'erano 92,7 maschi.
Il reddito medio di un nucleo familiare era di 46.761 dollari, e quello di una famiglia era di 47.273 dollari. I maschi avevano un reddito medio di 36.806 dollari contro i 23.750 dollari delle femmine. Il reddito pro capite era di 17.569 dollari. Nessuna delle famiglie e l'1,5% della popolazione vivevano sotto la soglia di povertà, incluso no under eighteens e nessuno sopra i 64 anni.